# Guida alla morte per principianti
Guida alla morte per principianti (A Beginner's Guide to Endings) è un film del 2009 diretto da Jonathan Sobol, con protagonisti Harvey Keitel, Scott Caan e J. K. Simmons.

## Distribuzione
Il film uscito nelle sale statunitensi nel 2010, mentre in Italia è stato distribuito da Adler Entertainment direttamente in home video.